# Discographie d'Hervé Vilard
 (septembre 2024).
Discographie d'Hervé Vilard.

## Résumé
Le chanteur français connaît le succès en 1965 grâce à sa chanson Capri c'est fini, qui se classe dans plusieurs pays européens. Après quelques tubes l'année suivante (Fais-la rire, Mourir ou vivre, Pedro), il retrouve le succès en 1969 et au début des années 1970, avec des titres comme Sayonara et Amore caro, amore bello. Il connaît ensuite des années plus difficiles jusqu'en 1979, année de sortie de la chanson Nous, qui s'écoule à plus d'un million d'exemplaires, suivie par les titres Reviens (1980) et Méditerranéenne (1983), certifiés disques d'or.
En France, pays où le chanteur a connu le plus de succès, ses ventes sont estimées à près de 11 millions d'exemplaires.

## Albums

### Albums studio
| Année | Album                                     | Classements | Classements | Classements | Classements | Classements | Classements | Classements | Classements | Classements | Classements | Classements | Classements | Classements | Classements | Classements | Classements | Certifications |
| Année | Album                                     | ÉU          | CAN         | RU          | IRL         | FRA         | BE/W        | BE/F        | SUI         | ITA         | ESP         | PB          | ALL         | AUT         | SUE         | FIN         | AUS         | Certifications |
| ----- | ----------------------------------------- | ----------- | ----------- | ----------- | ----------- | ----------- | ----------- | ----------- | ----------- | ----------- | ----------- | ----------- | ----------- | ----------- | ----------- | ----------- | ----------- | -------------- |
| 1965  | Capri c'est fini                          | -           | -           | -           |             |             |             |             |             |             |             |             | -           |             |             | -           |             |                |
| 1966  | Jolie ou pas jolie (Petite fille)         | -           | -           | -           |             |             |             |             |             |             |             |             | -           |             |             | -           |             |                |
| 1969  | Ya para qué                               | -           | -           | -           |             |             |             |             |             |             |             | -           | -           |             |             | -           |             |                |
| 1970  | Chante avec moi                           | -           | -           | -           |             |             |             |             |             |             |             | -           | -           |             |             | -           |             |                |
| 1971  | On laisse toujours quelqu'un derrière soi | -           | -           | -           |             |             |             |             |             | -           | -           | -           | -           |             |             | -           | -           |                |
| 1975  | La chica con los ojos claros              | -           | -           | -           |             |             |             |             |             | -           | -           | -           | -           | -           | -           | -           | -           |                |
| 1977  | Rêveries                                  | -           | -           | -           |             |             |             |             |             | -           | -           | -           | -           | -           | -           | -           | -           |                |
| 1979  | Nous                                      | -           | -           | -           |             |             |             |             |             | -           | -           | -           | -           | -           | -           | -           | -           | : Or           |
| 1979  | J'm'en balance                            | -           | -           |             |             |             |             |             | -           | -           | -           | -           | -           | -           | -           | -           | -           |                |
| 1981  | Je l'aime tant                            | -           | -           | -           |             |             |             |             |             | -           | -           | -           | -           | -           | -           | -           | -           | : Or           |
| 1983  | Ensemble                                  | -           | -           | -           |             |             |             |             | -           | -           | -           | -           | -           | -           | -           | -           | -           |                |
| 1984  | Les chansons que j'aime                   | -           | -           | -           |             |             |             |             | -           | -           | -           | -           | -           | -           | -           | -           | -           |                |
| 1986  | Venise pour l'éternité                    | -           | -           | -           | -           | -           |             |             | -           | -           | -           | -           | -           | -           | -           | -           | -           |                |
| 1990  | L'Amour défendu                           | -           | -           | -           | -           | -           |             |             | -           | -           | -           | -           | -           | -           | -           | -           | -           |                |
| 1997  | Simplement                                | -           | -           | -           | -           | -           | -           | -           | -           | -           | -           | -           | -           | -           | -           | -           | -           |                |
| 2004  | Cri du cœur                               | -           | -           | -           | -           | 99          | -           | -           | -           | -           | -           | -           | -           | -           | -           | -           | -           |                |

Les cases grisées signifient que les classements ne sont pas disponibles.

### Albums Live
| Année | Album                              | Classements | Classements | Classements | Classements | Classements | Classements | Classements | Classements | Classements | Classements | Classements | Classements | Classements | Classements | Classements | Classements | Certifications |
| Année | Album                              | ÉU          | CAN         | RU          | IRL         | FRA         | BE/W        | BE/F        | SUI         | ITA         | ESP         | PB          | ALL         | AUT         | SUE         | FIN         | AUS         | Certifications |
| ----- | ---------------------------------- | ----------- | ----------- | ----------- | ----------- | ----------- | ----------- | ----------- | ----------- | ----------- | ----------- | ----------- | ----------- | ----------- | ----------- | ----------- | ----------- | -------------- |
| 1974  | Premier Olympia                    | -           | -           | -           |             |             |             |             |             | -           | -           | -           | -           | -           |             | -           | -           |                |
| 1980  | Olympia 80                         | -           | -           | -           |             |             |             |             |             | -           | -           | -           | -           | -           | -           | -           | -           |                |
| 1981  | Olympia 81                         | -           | -           | -           |             |             |             |             |             | -           | -           | -           | -           | -           | -           | -           | -           | : Or           |
| 1982  | Olympia 82                         | -           | -           | -           |             |             |             |             |             | -           | -           | -           | -           | -           | -           | -           | -           |                |
| 1992  | Théâtre des Variétés 92            | -           | -           | -           | -           | 33          |             |             | -           | -           | -           | -           | -           | -           | -           | -           | -           |                |
| 2007  | Olympia 2007                       | -           | -           | -           | -           | -           | -           | -           | -           | -           | -           | -           | -           | -           | -           | -           | -           |                |
| 2015  | Hervé Vilard et nous... Chantons ! | -           | -           | -           | -           | -           | -           | -           | -           | -           | -           | -           | -           | -           | -           | -           | -           |                |

Les cases grisées signifient que les classements ne sont pas disponibles.

### Compilations
| Année | Album                               | Classements | Classements | Classements | Classements | Classements | Classements | Classements | Classements | Classements | Classements | Classements | Classements | Classements | Classements | Classements | Classements | Certifications |
| Année | Album                               | ÉU          | CAN         | RU          | IRL         | FRA         | BE/W        | BE/F        | SUI         | ITA         | ESP         | PB          | ALL         | AUT         | SUE         | FIN         | AUS         | Certifications |
| ----- | ----------------------------------- | ----------- | ----------- | ----------- | ----------- | ----------- | ----------- | ----------- | ----------- | ----------- | ----------- | ----------- | ----------- | ----------- | ----------- | ----------- | ----------- | -------------- |
| 1979  | Volume 2                            | -           | -           | -           |             |             |             |             |             | -           | -           | -           | -           | -           | -           | -           | -           | : Or           |
| 1981  | Disque d'or                         | -           | -           | -           |             |             |             |             |             | -           | -           | -           | -           | -           | -           | -           | -           | : Or           |
| 1982  | 14 chansons d'or                    | -           | -           | -           |             |             |             |             |             | -           | -           | -           | -           | -           | -           | -           | -           | : Or           |
| 1992  | Rêveries                            | -           | -           | -           | -           | 9           |             |             | -           | -           | -           | -           | -           | -           | -           | -           | -           | : Or           |
| 1995  | La vie est belle, le monde est beau | -           | -           | -           | -           | -           | -           | -           | -           | -           | -           | -           | -           | -           | -           | -           | -           | : Or           |
| 2003  | Nos sentiments                      | -           | -           | -           | -           | 6           | -           | -           | -           | -           | -           | -           | -           | -           | -           | -           | -           |                |
| 2005  | Les grandes chansons                | -           | -           | -           | -           | 168         | -           | -           | -           | -           | -           | -           | -           | -           | -           | -           | -           |                |
| 2005  | Best of                             | -           | -           | -           | -           | -           | 186         | -           | -           | -           | -           | -           | -           | -           | -           | -           | -           |                |
| 2008  | Les 50 plus belles chansons         | -           | -           | -           | -           | -           | 102         | -           | -           | -           | -           | -           | -           | -           | -           | -           | -           |                |
| 2018  | Dernières                           | -           | -           | -           | -           | -           | 56          | -           | -           | -           | -           | -           | -           | -           | -           | -           | -           |                |

Ne sont présentés ci-dessus que les albums ayant été classés ou ayant reçu un disque de certification.
Les cases grisées signifient que les classements ne sont pas disponibles.

 Les cases vertes signifient qu'il s'agit du Top Compilations et non du Top Albums.

## Singles

### Années 1960
| Année | Single                 | Classements | Classements | Classements | Classements | Classements | Classements | Classements | Classements | Classements | Classements | Classements | Classements | Classements | Classements | Classements | Classements | Ventes  |
| Année | Single                 | ÉU          | CAN         | RU          | IR          | FRA         | BE/W        | BE/F        | SUI         | ITA         | ESP         | PB          | ALL         | AUT         | SUE         | ARG         | JAP         | Ventes  |
| ----- | ---------------------- | ----------- | ----------- | ----------- | ----------- | ----------- | ----------- | ----------- | ----------- | ----------- | ----------- | ----------- | ----------- | ----------- | ----------- | ----------- | ----------- | ------- |
| 1964  | Une voix qui t'appelle | -           | -           | -           | -           | -           | -           | -           | -           | -           | -           | -           | -           | -           | -           | -           | -           |         |
| 1965  | Capri c'est fini       | -           | -           | -           | -           | 2           | 2           | 2           | 8           | -           | 1           | 15          | 14          | 15          | -           | -           | -           | 400 000 |
| 1965  | Fais-la rire           | -           | -           | -           | -           | 5           | 4           | 15          | -           | -           | -           | -           | -           | -           | -           | -           | -           | 250 000 |
| 1966  | Mourir ou vivre        | -           | -           | -           | -           | 3           | 2           | 2           | 9           | -           | -           | -           | -           | -           | -           | -           | -           | 200 000 |
| 1966  | Pedro                  | -           | -           | -           | -           | 8           | 27          | -           | -           | -           | 15          | -           | -           | -           | -           | -           | -           | 100 000 |
| 1966  | Jolie ou pas jolie     | -           | -           | -           | -           | 17          | 13          | -           | -           | -           | -           | -           | -           | -           | -           | -           | -           | 75 000  |
| 1967  | J'ai trop de peine     | -           | -           | -           | -           | -           | 37          | -           | -           | -           | -           | -           | -           | -           | -           | 6           | -           |         |
| 1967  | Monsieur Yamamoto      | -           | -           | -           | -           | -           | 27          | -           | -           | -           | -           | -           | -           | -           | -           | -           | -           |         |
| 1968  | Ma campagne            | -           | -           | -           | -           | -           | 22          | -           | -           | -           | -           | -           | -           | -           | -           | -           | -           |         |
| 1968  | C'est toi la mariée    | -           | -           | -           | -           | -           | -           | -           | -           | -           | -           | -           | -           | -           | -           | -           | -           |         |
| 1969  | Fais ta valise         | -           | -           | -           | -           | -           | -           | -           | -           | -           | -           | -           | -           | -           | -           | -           | -           |         |
| 1969  | Sayonara               | -           | -           | -           | -           | 11          | 14          | -           | -           | -           | -           | -           | -           | -           | -           | -           | -           | 100 000 |
| 1969  | Une île de tes bras    | -           | -           | -           | -           | -           | 35          | -           | -           | -           | -           | -           | -           | -           | -           | -           | -           | 60 000  |

### Années 1970
| Année | Single                                    | Classements | Classements | Classements | Classements | Classements | Classements | Classements | Classements | Classements | Classements | Classements | Classements | Classements | Classements | Classements | Classements | Ventes    |
| Année | Single                                    | ÉU          | CAN         | RU          | IR          | FRA         | BE/W        | BE/F        | SUI         | ITA         | ESP         | PB          | ALL         | AUT         | SUE         | ARG         | JAP         | Ventes    |
| ----- | ----------------------------------------- | ----------- | ----------- | ----------- | ----------- | ----------- | ----------- | ----------- | ----------- | ----------- | ----------- | ----------- | ----------- | ----------- | ----------- | ----------- | ----------- | --------- |
| 1970  | Les anges du matin                        | -           | -           | -           | -           | 8           | 25          | -           | -           | -           | -           | -           | -           | -           | -           | -           | -           | 100 000   |
| 1971  | Elvira                                    | -           | -           | -           | -           | -           | 31          | -           | -           | -           | -           | -           | -           | -           | -           | -           | -           |           |
| 1971  | On laisse toujours quelqu'un derrière soi | -           | -           | -           | -           | 20          | 15          | 16          | -           | -           | -           | -           | -           | -           | -           | -           | -           | 75 000    |
| 1972  | Tous les enfants ont besoin d'amour       | -           | -           | -           | -           | 11          | 18          | -           | -           | -           | -           | -           | -           | -           | -           | -           | -           | 100 000   |
| 1972  | Je tutoie les anges                       | -           | -           | -           | -           | -           | 45          | -           | -           | -           | -           | -           | -           | -           | -           | -           | -           |           |
| 1972  | Amore caro, amore bello                   | -           | -           | -           | -           | 13          | 9           | -           | -           | -           | -           | -           | -           | -           | -           | -           | -           | 150 000   |
| 1973  | Pour toi ce n'était rien                  | -           | -           | -           | -           | 19          | 21          | -           | -           | -           | -           | -           | -           | -           | -           | -           | -           | 100 000   |
| 1973  | Elle reviendra                            | -           | -           | -           | -           | -           | -           | -           | -           | -           | -           | -           | -           | -           | -           | -           | -           |           |
| 1974  | Elle était belle                          | -           | -           | -           | -           | -           | 33          | -           | -           | -           | -           | -           | -           | -           | -           | -           | -           | 75 000    |
| 1974  | Amoureux d'un soir                        | -           | -           | -           | -           | -           | -           | -           | -           | -           | -           | -           | -           | -           | -           | -           | -           |           |
| 1975  | Champagne                                 | -           | -           | -           | -           | -           | 48          | -           | -           | -           | -           | -           | -           | -           | -           | -           | -           |           |
| 1975  | Si tu ne m'aimes plus                     | -           | -           | -           | -           | -           | 49          | -           | -           | -           | -           | -           | -           | -           | -           | -           | -           |           |
| 1975  | Histoire de Vito Corleone                 | -           | -           | -           | -           | -           | -           | -           | -           | -           | -           | -           | -           | -           | -           | -           | -           |           |
| 1975  | Ma chanson de liberté                     | -           | -           | -           | -           | -           | 49          | -           | -           | -           | -           | -           | -           | -           | -           | -           | -           |           |
| 1976  | Belles                                    | -           | -           | -           | -           | -           | 47          | -           | -           | -           | -           | -           | -           | -           | -           | -           | -           |           |
| 1976  | Si                                        | -           | -           | -           | -           | -           | -           | -           | -           | -           | -           | -           | -           | -           | -           | -           | -           |           |
| 1978  | Rêveries                                  | -           | -           | -           | -           | 20          |             | -           | -           | -           | -           | -           | -           | -           | -           | -           | -           | 100 000   |
| 1978  | Le bateau sur la montagne                 | -           | -           | -           | -           | -           |             | -           | -           | -           | -           | -           | -           | -           | -           | -           | -           |           |
| 1979  | Nous                                      | -           | -           | -           | -           | 2           |             | -           | -           | -           | -           | -           | -           | -           | -           | -           | -           | 1 000 000 |
| 1979  | J'ai mal, je t'aime                       | -           | -           | -           | -           | 16          |             | -           | -           | -           | -           | -           | -           | -           | -           | -           | -           | 150 000   |
| 1979  | Capri c'est fini (réédition)              | -           | -           | -           | -           | 9           |             | -           | -           | -           | -           | -           | -           | -           | -           | -           | -           | 250 000   |

Les cases grisées signifient que les classements ne sont pas disponibles.

### Années 1980
| Année | Single                 | Classements | Classements | Classements | Classements | Classements | Classements | Classements | Classements | Classements | Classements | Classements | Classements | Classements | Classements | Classements | Classements | Ventes  |
| Année | Single                 | ÉU          | CAN         | RU          | IR          | FRA         | BE/W        | BE/F        | SUI         | ITA         | ESP         | PB          | ALL         | AUT         | SUE         | ARG         | JAP         | Ventes  |
| ----- | ---------------------- | ----------- | ----------- | ----------- | ----------- | ----------- | ----------- | ----------- | ----------- | ----------- | ----------- | ----------- | ----------- | ----------- | ----------- | ----------- | ----------- | ------- |
| 1980  | J'm'en balance         | -           | -           | -           | -           | 13          |             | -           | -           | -           | -           | -           | -           | -           | -           | -           | -           | 200 000 |
| 1980  | Reviens                | -           | -           | -           | -           | 1           |             | -           | 4           | -           | -           | -           | -           | -           | -           | -           | -           | 800 000 |
| 1981  | Pas pleurer            | -           | -           | -           | -           | 11          |             | -           | -           | -           | -           | -           | -           | -           | -           | -           | -           | 250 000 |
| 1981  | Va pour l'amour libre  | -           | -           | -           | -           | -           |             | -           | -           | -           | -           | -           | -           | -           | -           | -           | -           | 100 000 |
| 1982  | Je l'aime tant         | -           | -           | -           | -           | 11          |             | -           | -           | -           | -           | -           | -           | -           | -           | -           | -           | 300 000 |
| 1982  | La révolution          | -           | -           | -           | -           | -           |             | -           | -           | -           | -           | -           | -           | -           | -           | -           | -           | 150 000 |
| 1983  | Méditerranéenne        | -           | -           | -           | -           | 3           |             | -           | -           | -           | -           | -           | -           | -           | -           | -           | -           | 600 000 |
| 1984  | T'es pas Dietrich      | -           | -           | -           | -           | -           |             | -           | -           | -           | -           | -           | -           | -           | -           | -           | -           |         |
| 1985  | Venise pour l'éternité | -           | -           | -           | -           | -           |             | -           | -           | -           | -           | -           | -           | -           | -           | -           | -           |         |
| 1985  | Claire                 | -           | -           | -           | -           | -           |             | -           | -           | -           | -           | -           | -           | -           | -           | -           | -           |         |
| 1985  | Viens                  | -           | -           | -           | -           | -           |             | -           | -           | -           | -           | -           | -           | -           | -           | -           | -           |         |
| 1986  | Le vin de Corse        | -           | -           | -           | -           | -           |             | -           | -           | -           | -           | -           | -           | -           | -           | -           | -           |         |
| 1988  | Lila-Lilam             | -           | -           | -           | -           | -           |             | -           | -           | -           | -           | -           | -           | -           | -           | -           | -           |         |

Les cases grisées signifient que les classements ne sont pas disponibles.

### Années 1990
| Année | Single                              | Classements | Classements | Classements | Classements | Classements | Classements | Classements | Classements | Classements | Classements | Classements | Classements | Classements | Classements | Classements | Classements | Ventes |
| Année | Single                              | ÉU          | CAN         | RU          | IR          | FRA         | BE/W        | BE/F        | SUI         | ITA         | ESP         | PB          | ALL         | AUT         | SUE         | ARG         | JAP         | Ventes |
| ----- | ----------------------------------- | ----------- | ----------- | ----------- | ----------- | ----------- | ----------- | ----------- | ----------- | ----------- | ----------- | ----------- | ----------- | ----------- | ----------- | ----------- | ----------- | ------ |
| 1990  | Amore grande                        | -           | -           | -           | -           | -           |             | -           | -           | -           | -           | -           | -           | -           | -           | -           | -           |        |
| 1992  | Mamma mia                           | -           | -           | -           | -           | 31          |             | -           | -           | -           | -           | -           | -           | -           | -           | -           | -           |        |
| 1995  | La vie est belle, le monde est beau | -           | -           | -           | -           | -           | -           | -           | -           | -           | -           | -           | -           | -           | -           | -           | -           |        |
| 1997  | Pour la retrouver                   | -           | -           | -           | -           | -           | -           | -           | -           | -           | -           | -           | -           | -           | -           | -           | -           |        |
| 1997  | Hymne à la Terre                    | -           | -           | -           | -           | -           | -           | -           | -           | -           | -           | -           | -           | -           | -           | -           | -           |        |

Les cases grisées signifient que les classements ne sont pas disponibles.